# Tangara à croupion rouge
Ramphocelus passerinii
Espèce
Statut de conservation UICN

 LC  : Préoccupation mineure
Le Tangara à croupion rouge (Ramphocelus passerinii) est une espèce de passereau de la famille des Thraupidae.

## Répartition

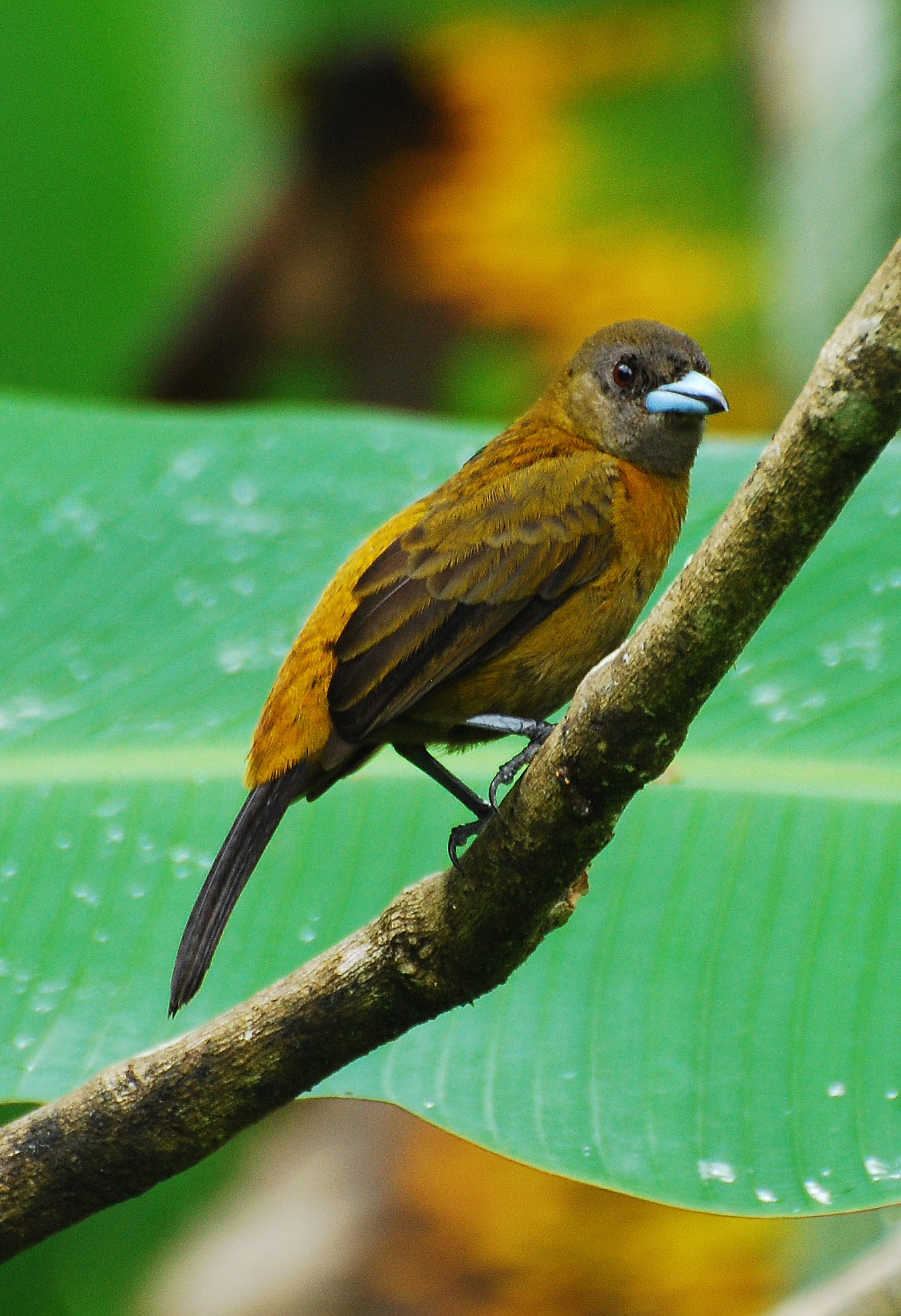
femelle

Son aire s'étend du sud du Mexique au Panama.

## Systématique
Le Tangara à croupion rouge est actuellement divisé en deux sous-espèces par le Congrès ornithologique international :
- R. p. passerinii (Bonaparte, 1831) : la sous-espèce nominale. Vit du sud du Mexique à l'ouest du Costa Rica (côte caraïbe).
- R. p. costaricensis (Cherrie, 1891) : Vit dans l'ouest du Costa Rica et du Panama (côte pacifique).

La sous-espèce costaricensis a pendant un temps été considérée comme une espèce à part (le Tangara du Costa Rica), sur la base de légères différences génétiques (on estime que leur séparation remonte à 0,9 million d'années). Cependant, les deux espèces ont de nouveau été regroupées par le NACC en 2018, sur la base de fortes ressemblances dans le plumage du mâle, et des vocalisations presque identiques,. costaricensis est désormais reconnue comme sous-espèce par le COI et par Clements mais pas par HBW.